# Tupaia de muntanya
La tupaia de muntanya (Tupaia montana) és una espècie de tupaia de la família dels tupàids. Viu a Brunei, Indonèsia i Malàisia.